# Franco Donatoni
Franco Donatoni   (Verona, 9 de juny de 1927 - Milà, 17 d'agost de 2000) va ser un compositor italià.

## Biografia
Els estudis
De molt jove (amb 7 anys) va començar els estudis de violí, completant posteriorment els seus estudis de composició a l'Escola Superior de Música de Verona, al Conservatori "G. Verdi" de Milà i al Conservatori "GB Martini" de Bolonya sota la direcció de professors com Piero Bottagisio, Ettore Desderi i Lino Liviabella amb qui es va graduar en composició.
Posteriorment va perfeccionar les seves habilitats a l'Acadèmia Nacional de Santa Cecília de Roma amb Ildebrando Pizzetti; Durant la seva estada a Roma també va tenir l'oportunitat de conèixer i passar una estona amb Goffredo Petrassi, que, tot i que no havia estat el seu mestre, va ser generós amb els seus consells i suggeriments, ajudant-lo així en la seva tasca com a compositor i convèncer-lo de seguir el seu camí. I va ser el mateix Petrassi, en la seva qualitat de jutge del concurs de composició organitzat per Radio Luxembourg l'any 1952, qui va atorgar el premi al seu Concertino per a cordes solistes, metalls i timbals, un èxit important que va iniciar la seva carrera internacional com a compositor.
A mitjans dels anys cinquanta, seguint els estímuls i els consells rebuts de Bruno Maderna, a qui va conèixer a la seva Verona natal i que tindria una notable influència en el pensament i l'obra compositiva de Donatoni, va assistir diverses vegades a la "Ferienkurse" de Darmstadt (precisament els anys 1954, 1956, 1958 i 1961).

## L'ensenyament
Va començar la seva experiència docent el 1953: va impartir classes de Composició als conservatoris de Bolonya, Torí i Milà, mentre que posteriorment va ocupar la Càtedra de Composició Avançada a l'"Accademia Nazionale di Santa Cecilia" de Roma, a l'"Accademia Chigiana" de Siena, a l'"Accademia Musicale Pescarese" Pescara i a l'"Accademia Lorenzo Perosi" de Biella. També va impartir classes al DAMS de la Facultat de Lletres de la Universitat de Bolonya, i va fer seminaris a Europa, Amèrica i Austràlia.
En les seves dècades d'experiència pedagògica ha format nombroses generacions de compositors, com Giuseppe Alessandrini, Sandro Gorli, Pascal Dusapin, Armando Gentilucci, Giuseppe Sinopoli, Magnus Lindberg, Fausto Romitelli, Esa-Pekka Salonen, Claudio Scannavini, Luca Mosca, Giorgio Magnanensi, Riccardo Piacentini, Franco Sbacco, Alessandro Solbiati, Javier Torres Maldonado, Giulio Castagnoli, Giovanni Verrando, Roberto Carnevale, Piero Niro, Stefano Bellon, Mauro Cardi, Matteo D'Amico, Sylvie Bodorová, Franco Balliana i molts d'altres.

## Premis i reconeixements
Entre els nombrosos guardons que va rebre Donatoni al llarg de la seva vida, cal destacar el premi SIMC (Societat Internacional de Música Contemporània) atorgat per la composició Puppenspiel l'any 1961, el Premi Marzotto (que li va concedir el 1966 per la peça Puppenspiel II), el Premi Koussevitzky per a la crítica de música de Janni Puppenspiel (1968), peça Spiri (1979).
A més, el 1985 va ser nomenat "Commandeur dans L'Ordre des Arts et des Lettres" pel ministre francès de Cultura.

## L'activitat d'un escriptor
També actiu com a escriptor, va debutar amb Questo (Adelphi, 1970), un text que presenta detalls formals molt singulars en què Donatoni aplica al material verbal els mateixos procediments que utilitzava en la composició musical en aquells anys.
Posteriorment va publicar Antecedent X (1980), subtitulat "Sobre les dificultats de la composició", en què l'autor investiga els orígens obscurs de l'acte de compondre (els "antecedents", precisament).
Uns anys més tard es publica Il sigaro di Armando (1982), un recull d'escrits de temàtica variada (sempre de música, però no estrictament compositiva), que inclou també algunes entrevistes al mateix autor; In-oltre (1988), en canvi, recull els escrits introductoris que Donatoni va anar elaborant per a les primeres representacions de les seves peces.

## Els últims anys
Amb un estat de salut força dolent (des de la seva joventut patia periòdicament una depressió nerviosa que de vegades l'obligava a interrompre la seva feina per seguir les teràpies adequades), els darrers anys de la vida de Donatoni es van veure minats per la diabetis tipus 2, una malaltia els primers símptomes de la qual s'havien manifestat a principis dels anys vuitanta.
L'any 1998 va patir un ictus, i la seva salut es va deteriorar fins al punt que per a les seves darreres peces orquestrals (Prom i ESA - En cauda V) va haver de demanar ajuda a alguns alumnes en la redacció pràctica de les partitures.
Un segon ictus, que es va produir l'any 2000, va provocar la seva mort el 17 d'agost d'aquell mateix any. Tenia 73 anys. La cerimònia fúnebre (durant la qual es va interpretar la seva peça Cinis, una mena de rèquiem secular que l'autor va compondre l'any 1988) es va celebrar al Conservatori de Milà.

## La música
Visió general

La seva música s'executa àmpliament arreu del món, sovint interpretada per grans solistes, grups i directors (Claudio Abbado, Salvatore Accardo, Claudia Antonelli, Irvine Arditti, Dino Asciolla, Pierre Boulez, Elisabeth Chojnacka, Dorothy Dorow, Ensemble 2e2m, Ensemble Intercontemporain, Lothar Faber, Bruno Gazzell, Severino Gazzelloni, Bruno Giuranna, Les Percussions de Strasbourg, Nieuw Ensemble, Bruno Maderna, Alain Meunier, Esa-Pekka Salonen, i molts d'altres). Sovint premiats en concursos internacionals de composició, les seves obres són publicades per les edicions "Schott Musik International" (Maguncia-Londres), Boosey & Hawkes (Londres), Suvini Zerboni (Milà) i Ricordi (Milà).
Franco Donatoni va assolir la maduresa artística a una edat relativament tardana, és a dir, al voltant dels cinquanta anys, després d'haver recorregut un llarg camí impulsat per la voluntat de "mirar endavant", explorant els diferents camins possibles d'un viatge que va portar a Nova Música fora del període serial. Les seves composicions des de finals de la dècada de 1870 han estat principalment música de cambra (tot i que també hi ha algunes obres orquestrals i teatrals interessants i reeixides), i són universalment apreciades per la seva fresca originalitat, així com per la llibertat i la brillantor de la seva escriptura.

## Els períodes
En la música de Donatoni podem reconèixer diverses èpoques diferents: la primera està marcada per un neoclassicisme bartokian, no exempt de la influència de Goffredo Petrassi. Més tard, el seu coneixement i els ensenyaments de Bruno Maderna el dirigiran cap al serialisme (els anys 1950), mentre que la primera part dels 1960 veurà a Donatoni entre els protagonistes d'Alea (o, com va preferir el mateix Donatoni, d'Indeterminazione), període que conduirà més tard (finals dels 60) a l'ús extrem de l'automatisme, l'ús de l'automatisme, l'extrem de l'automatisme la renúncia a la responsabilitat subjectiva de l'acte de composició. Són els anys del període negatiu, en què les experiències vinculades a la descomposició portaran a una desacralització total de la creativitat, a una dissociació total entre gest material i compositiu. Durant aquest període, els suggeriments i influències rebudes d'autors literaris com Franz Kafka, Gustav Meyrink, Heinrich von Kleist, Robert Walser i Marguerite Yourcenar van tenir una importància decisiva. Cal destacar en aquest període l'absència total de composicions vocals; peces emblemàtiques d'aquella època són Puppenspiel I (1961), For Orchestra (1962) Black and white (1964), Etwas ruhiger im Ausdruck (1967).

## L'exercici lúdic de la invenció
A partir de mitjans dels setanta, Donatoni va redescobrir el que ell mateix va anomenar l'exercici lúdic de la invenció, una actitud i una relació decididament positiva amb l'escriptura, que el va portar a produir un nombre notable d'obres que gaudien d'un reconeixement internacional cada cop més gran; temporalment parlant, les primeres cançons d'aquest llarg cicle són Ash (1976), Toy i Spiri (todes dues del 1977). Els materials compositius utilitzats per Donatoni en aquesta darrera i llarga fase de la seva obra són sovint mínims; estan sotmesos a processos continus de transmutació i permutació mitjançant l'ús de codis i automatismes dirigits al creixement de la cèl·lula original, quasi com si es tractés d'un organisme viu. A partir dels anys 80 s'observa un retorn a la música vocal, que havia evitat amb cura durant més de vint anys (L'última sera de 1980, In cauda per a cor i orquestra de 1986, Madrigale de 1991, sobre un text d'Elsa Morante), igual que en altres obres es pot notar una certa influència de la música jazzística (especialment basílica). a partir de 1993). La seva mort l'any 2000 li va impedir completar la transcripció de L'art de la fuga de Johann Sebastian Bach.

## El teatre
Es va dedicar a l'òpera dues vegades: el 1984 amb Atem, representada al "Teatro alla Scala" de Milà, va intentar capgirar la relació habitual entre compositor i subjecte, creant un espectacle sense argument, en el qual el producte "espectacular" havia de ser fruit de la visualització de la seva música (de fet la partitura inclou moltes de les seves obres anteriors, de vegades deixades en estat original, de vegades modificades). El resultat final, però, no va ser gaire engrescador, tant que el mateix autor va declarar que només havia estat un "matrimoni de blanc" entre ell i l'obra. Donatoni ho va tornar a intentar l'any 1995 amb Alfred, Alfred, una "òpera còmica" basada en el seu propi text, representada al Festival "Musica" d'Estrasburg i poc després repescada a París i diverses ciutats italianes. El desenllaç aquesta vegada va ser hilarant: el protagonista de l'obra és el mateix compositor, que des del llit d'una habitació d'hospital, patint una crisi diabètica, és testimoni en silenci d'una successió continuada d'esdeveniments surrealistes que es presten a reflexions tragicòmiques sobre la vida.

## Obra
Per conèixer l'obra de Donatoni, aneu al seu arxiu de la Viquipèdia italiana.

## Discografia
- Franco Donatoni (disc monogràfic) Grup Musica Insieme de Cremona, soprano Luisa Castellani, director Andrea Molino, CD Fono
- Franco Donatoni - Ensemble 2E2M Vol 1° (disc monogràfic) Ensemble 2E2M, director Paul Méfano, CD Adda.
- Franco Donatoni - Ensemble 2E2M Vol 2° (disc monogràfic) Ensemble 2E2M, director Paul Méfano, CD Adda.
- Franco Donatoni (disc monogràfic) orquestra CARME, director Guido Maria Guida, CD Ricordi
- Franco Donatoni (disc monogràfic) Kölner Rundfunk Sinfonie-Orchester i Rundfunkchor - Orchestre Philharmonique de Radio France, director Arturo Tamayo, CD Stradivarius
- Franco Donatoni (disc monogràfic) Ensemble Alternance, violoncel·lista Alain Meunier, clarinet contrabaix Armand Angster, director Luca Pfaff, CD Harmonic Records
- Franco Donatoni (disc monogràfic) Nieuw Ensemble, soprano Dorothy Dorow, director Ed Spanjaard, CD Etcetera Records
- Franco Donatoni (disc monogràfic) Ensemble Fa, director Dominique My, CD Una Corda/Accord
- Franco Donatoni Demoé Percussion Ensemble, director Daniele Vineis, CD Stradivarius
- Franco Donatoni (àlbum monogràfic) pianista M.I. De Carli, pianista M. Bodini, CD Stradivarius

## Escrits
- This, Edicions Adelphi, Milà (1970), ISBN 8845901467
- Antecedent X "Sobre les dificultats de la composició", Edicions Adelphi, Milà (1980), ISBN 8845904342
- Armando's Cigar, Spirali Edizioni, Milà (1982), ISBN 8877700521
- In-oltre, Edicions L'Obliquo, Brescia (1988)